# 胜利农场 (内蒙古)
胜利农场，是中国内蒙古自治区通辽市科尔沁左翼后旗下辖的一个类似乡级单位。

## 行政区划
胜利农场共辖以下地区：
农场一分场、农场二分场、农场三分场、农场四分场、农场五分场、农场六分场、农场七分场。